# اوشتروده (ناحیه)
اوشتروده (به آلمانی: Landkreis Osterode am Harz) یک ناحیه در آلمان است که در نیدرزاکسن واقع شده‌است. اوشتروده ۷۳٬۷۹۳ نفر جمعیت دارد.